# Thaumatoplitops guineensis
Thaumatoplitops guineensis är en stekelart som beskrevs av Heinrich 1968. Thaumatoplitops guineensis ingår i släktet Thaumatoplitops och familjen brokparasitsteklar. Inga underarter finns listade i Catalogue of Life.